# La Ecuatoriana
La Ecuatoriana ist ein Stadtteil von Quito und eine Parroquia urbana in der Verwaltungszone Quitumbe im Kanton Quito der ecuadorianischen Provinz Pichincha. Die Fläche beträgt etwa 27,7 km².

## Bevölkerungsentwicklung
Beim Zensus im Jahr 2010 lag die Einwohnerzahl bei 59.875. Für das Jahr 2019 wurde eine Einwohnerzahl von 72.932 prognostiziert.

## Lage
Die Parroquia La Ecuatoriana liegt im Südwesten von Quito 12,5 km südwestlich vom Stadtzentrum auf einer Höhe von etwa 2970 m. Die Avenida Mariscal Sucre begrenzt das Areal im Osten, die Quebrada de Monjas im Süden. Ein bis zu 3800 m hoher Bergkamm begrenzt das Gebiet im Westen.
Die Parroquia La Ecuatoriana grenzt im Westen an die Parroquia rural Lloa, im Norden an die Parroquia Chillogallo, im Osten an die Parroquia Quitumbe sowie im Süden an die Parroquia Guamaní.

## Barrios
In der Parroquia La Ecuatoriana gibt es folgende Barrios:
- 2 de Febrero
- Colinas del Sur
- Florida del Sur
- La Delicia
- La Ecuatoriana
- La Merced
- Las Orquídeas
- Los Cóndores
- Manuelita Sáenz
- María Auxiliadora
- Martha Búcaram de Roldós
- Nuevos Horizontes del Sur
- Primicias de la Cultura de Quito
- San Alfonso
- San Antonio de Ibarra
- San Marcelo
- Santa Clara
- Unión y Progreso

## Infrastruktur
In der Parroquia befindet sich der Mercado Ciudadela Ibarra.